# Shake That
"Shake That" (ook wel "Shake That Ass For Me") is de tweede single van Curtain Call: The Hits, de in 2005 uitgebrachte hitcompilatie van rapper Eminem. Het is een van de drie nieuwe tracks op het album, werd geproduceerd door Eminem zelf en Nate Dogg speelt een grote rol in het nummer. "Shake That" scoorde vooral in de VS goed, en haalde de 6e positie in de Billboard Hot 100.

## Charts
| Chart                   | Hoogste positie |
| ----------------------- | --------------- |
| Portugese Single Top 50 | 25              |
| United World Chart      | 26              |
| VS Billboard Hot 100    | 6               |
| Zweedse Single Top 60   | 59              |

| "Shake That" in de Billboard Hot 100 | "Shake That" in de Billboard Hot 100 | "Shake That" in de Billboard Hot 100 | "Shake That" in de Billboard Hot 100 | "Shake That" in de Billboard Hot 100 | "Shake That" in de Billboard Hot 100 | "Shake That" in de Billboard Hot 100 | "Shake That" in de Billboard Hot 100 | "Shake That" in de Billboard Hot 100 | "Shake That" in de Billboard Hot 100 | "Shake That" in de Billboard Hot 100 | "Shake That" in de Billboard Hot 100 | "Shake That" in de Billboard Hot 100 | "Shake That" in de Billboard Hot 100 | "Shake That" in de Billboard Hot 100 | "Shake That" in de Billboard Hot 100 | "Shake That" in de Billboard Hot 100 | "Shake That" in de Billboard Hot 100 | "Shake That" in de Billboard Hot 100 | "Shake That" in de Billboard Hot 100 | "Shake That" in de Billboard Hot 100 | "Shake That" in de Billboard Hot 100 | "Shake That" in de Billboard Hot 100 |
| Week                                 | 1                                    | 2                                    | 3                                    | 4                                    | 5                                    | 6                                    | 7                                    | 8                                    | 9                                    | 10                                   | 11                                   | 12                                   | 13                                   | 14                                   | 15                                   | 16                                   | 17                                   | 18                                   | 19                                   | 20                                   | 21                                   | 22                                   |
| ------------------------------------ | ------------------------------------ | ------------------------------------ | ------------------------------------ | ------------------------------------ | ------------------------------------ | ------------------------------------ | ------------------------------------ | ------------------------------------ | ------------------------------------ | ------------------------------------ | ------------------------------------ | ------------------------------------ | ------------------------------------ | ------------------------------------ | ------------------------------------ | ------------------------------------ | ------------------------------------ | ------------------------------------ | ------------------------------------ | ------------------------------------ | ------------------------------------ | ------------------------------------ |
| Nummer                               | 76                                   | 52                                   | 54                                   | 61                                   | 50                                   | 34                                   | 23                                   | 18                                   | 9                                    | 6                                    | 10                                   | 12                                   | 12                                   | 13                                   | 15                                   | 18                                   | 27                                   | 35                                   | 37                                   | 43                                   | 46                                   | uit                                  |